# Dietil sulfóxido
Dietil sulfóxido é um composto orgânico da família dos sulfóxidos, cuja fórmula química é SO(C2H5)2. Ele apresenta dois grupos etílicos ligados a um átomo de enxofre em estado oxidado parcialmente e é objeto de estudo em síntese orgânica e aplicações industriais.

## Propriedades Físico-Químicas
O dietil sulfóxido possui as seguintes características fundamentais:
- **Fórmula molecular:** C4H10OS
- **Massa molar:** 106.188 g/mol
- **Aparência:** Líquido incolor e sem odor
- **Solubilidade:** Solúvel em solventes orgânicos polares

Embora dados precisos como densidade, ponto de fusão e ponto de ebulição não estejam amplamente disponíveis na literatura, informações preliminares podem ser consultadas por meio do PubChem.

## Síntese
A obtenção do dietil sulfóxido é normalmente realizada pela oxidação controlada do dietil sulfeto (C4H10S). Nessa reação, agentes oxidantes como peróxidos ou oxigênio (na presença de catalisadores) convertem o sulfeto em sulfóxido de forma análoga ao método empregado na síntese do dimetilsulfóxido, embora os ajustes necessários levem em conta a presença dos grupos etílicos.

## Aplicações
Embora o dietil sulfóxido não seja tão difundido quanto o dimetilsulfóxido, seu caráter polar e estabilidade química lhe conferem potencial para uso em sínteses orgânicas. Pesquisas têm avaliado seu emprego como solvente e reagente em reações de oxidação e outras transformações que se beneficiam de um meio polar aprótico. Além disso, a experiência acumulada com sulfoxides semelhantes indica sua possível aplicação como intermediário na síntese de produtos farmacêuticos e materiais especializados.

## Perigos e Segurança
Embora a literatura contenha informações detalhadas sobre o manuseio seguro do dimetilsulfóxido, os dados específicos para o dietil sulfóxido ainda são escassos. Em condições de manipulação, o composto deve ser utilizado em ambientes bem ventilados, com o emprego de equipamentos de proteção individual, pois pode liberar vapores irritantes quando submetido a temperaturas elevadas. É recomendado sempre consultar a respectiva ficha de dados de segurança (FDS) para obter orientações precisas sobre armazenamento, manuseio e descarte.

## Comparação com o Dimetilsulfóxido
Apesar de pertencerem à mesma família dos sulfóxidos, o dietil sulfóxido (DESO) e o dimetilsulfóxido (DMSO) diferem basicamente pela natureza dos grupos alquil. No DESO, os grupos metil são substituídos por etil, o que resulta em uma massa molar maior e pode modificar propriedades como densidade, polaridade e solubilidade. Tais diferenças podem influenciar a aplicabilidade de cada composto em processos químicos e industriais, sendo que o DESO pode apresentar desempenho diferenciado como solvente e reagente em determinadas reações.
1. ↑  PubChem. «Dietil sulfóxido - PubChem». Consultado em 01 de junho de 2025 Verifique data em: |acessodata= (ajuda)
2. ↑  PubChem. «Dietil sulfóxido - PubChem». Consultado em 01 de junho de 2025 Verifique data em: |acessodata= (ajuda)
3. ↑  PubChem. «Dietil sulfóxido - PubChem». Consultado em 01 de junho de 2025 Verifique data em: |acessodata= (ajuda)
4. ↑  RVQ. «Dimetilssulfóxido (CAS No. 67-68-5) - Revista Virtual de Química». Consultado em 01 de junho de 2025 Verifique data em: |acessodata= (ajuda)
5. ↑  Eric Francis Lopes. «DIMETILSULFÓXIDO COMO REAGENTE EM SÍNTESE ORGÂNICA» (PDF). Consultado em 01 de junho de 2025 Verifique data em: |acessodata= (ajuda)
6. ↑  Labtrade do Brasil. «DMSO e suas aplicações». Consultado em 01 de junho de 2025 Verifique data em: |acessodata= (ajuda)
7. ↑  Fiocruz. «Ficha Química - DMSO» (PDF). Consultado em 01 de junho de 2025 Verifique data em: |acessodata= (ajuda)
8. ↑  Farma Saluti Blog. «DMSO (Dimetilsulfóxido): O que é, Indicações, Benefícios, Dose Recomedada e Efeitos Colaterais». Consultado em 01 de junho de 2025 Verifique data em: |acessodata= (ajuda)